# Розподіл Рейлі
Розподіл Рейлі або розподіл Релея — це розподіл імовірностей випадкової величини {\displaystyle \displaystyle X} із щільністю
{\displaystyle f(x;\sigma )={\frac {x}{\sigma ^{2}}}\exp \left(-{\frac {x^{2}}{2\sigma ^{2}}}\right),x\geqslant 0,\sigma >0,}
де {\displaystyle \displaystyle \sigma } — параметр масштабу. Відповідна функція розподілу має вигляд
{\displaystyle {\mathsf {P}}(X\leqslant x)=\int \limits _{0}^{x}f(\xi )\,d\xi =1-\exp \left(-{\frac {x^{2}}{2\sigma ^{2}}}\right),x\geqslant 0.}
Введено вперше в 1880 р. Джоном Вільямом Стреттом (лордом Релеєм) у зв'язку з задачею додавання гармонійних коливань з випадковими фазами.

## Властивості
Моменти випадкової величини з розподілом Релея обчислюються за формулою:
{\displaystyle \mu _{k}=\sigma ^{k}2^{k/2}\,\Gamma (1+k/2)\,}
де {\displaystyle \Gamma (z)} — Гамма-функція.
Математичне сподівання та дисперсія випадкової величини з розподілом Релея виражається як:
{\displaystyle \mu (X)=\sigma {\sqrt {\frac {\pi }{2}}}\ \approx 1.253\sigma ,}
і
{\displaystyle {\textrm {var}}(X)={\frac {4-\pi }{2}}\sigma ^{2}\ \approx 0.429\sigma ^{2}.}
Мода дорівнює {\displaystyle \sigma }, а максимум щільності
{\displaystyle f_{\text{max}}=f(\sigma ;\sigma )={\frac {1}{\sigma }}\exp {-{\frac {1}{2}}}\approx {\frac {0.606}{\sigma }}}
Коефіцієнт асиметрії задається як:
{\displaystyle \gamma _{1}={\frac {2{\sqrt {\pi }}(\pi -3)}{(4-\pi )^{3/2}}}\approx 0.631.}
Формула для обчислення коефіцієнта ексцесу:
{\displaystyle \gamma _{2}=-{\frac {6\pi ^{2}-24\pi +16}{(4-\pi )^{2}}}\approx 0.245.}
Характеристична функція задається формулою:
{\displaystyle \varphi (t)=1\!-\!\sigma te^{-\sigma ^{2}t^{2}/2}{\sqrt {\frac {\pi }{2}}}\!\left({\textrm {erfi}}\!\left({\frac {\sigma t}{\sqrt {2}}}\right)\!-\!i\right)}
де {\displaystyle \operatorname {erfi} (z)} — комплексна функція помилок. Формула для твірної функції моментів
{\displaystyle M(t)=\,}
{\displaystyle 1+\sigma t\,e^{\sigma ^{2}t^{2}/2}{\sqrt {\frac {\pi }{2}}}\left({\textrm {erf}}\left({\frac {\sigma t}{\sqrt {2}}}\right)\!+\!1\right),}
де {\displaystyle \operatorname {erf} (z)} — функція помилок.

### Ентропія інформації
Ентропія інформації задається як
{\displaystyle H=1+\ln \left({\frac {\sigma }{\sqrt {2}}}\right)+{\frac {\gamma }{2}}}
де {\displaystyle \gamma } — стала Ейлера — Маскероні.

## Застосування
- У задачах про пристрілювання гармат. Якщо відхилення від цілі для двох взаємно перпендикулярних напрямків нормально розподілені і некорельовані, координати цілі збігаються з початком координат, то позначивши розкид по осях за {\displaystyle X} і {\displaystyle Y}, отримаємо вираз величини промаху у формі {\displaystyle R={\sqrt {{{X}^{2}}+{{Y}^{2}}}}}. У цьому випадку величина {\displaystyle R} має розподіл Релея.
- У радіотехніці для опису амплітудних флуктуацій радіосигналу.
- Щільність розподілу випромінювання абсолютно чорного тіла по частотах.

## Зв'язок з іншими розподілами
- Якщо {\displaystyle {X}} і {\displaystyle {Y}} — незалежні випадкові величини з розподілом Гауса, що мають нульові математичні сподівання і однакові дисперсії {\displaystyle {{\sigma }^{2}}}, то випадкова величина {\displaystyle Z={\sqrt {{{X}^{2}}+{{Y}^{2}}}}} має розподіл Релея.
- Якщо незалежні Гаусівскі випадкові величини {\displaystyle {X}} і {\displaystyle {Y}} мають ненульові математичні сподівання, у загальному випадку нерівні, то розподіл Релея переходить у розподіл Райса.
- Щільність розподілу квадрата рейлівскої величини з {\displaystyle {\sigma =1}} має розподіл хі-квадрат із двома ступенями свободи.